# فويتشخ يانوفسكي
فويتشخ يانوفسكي (بالبولندية: Wojciech Janowski)‏ هو اقتصادي بولندي، ولد في 15 أغسطس 1949 في وارسو في بولندا.